# Neonesidea keyseri
Neonesidea keyseri is een mosselkreeftjessoort uit de familie van de Bairdiidae. De wetenschappelijke naam van de soort is voor het eerst geldig gepubliceerd in 2008 door Brandão.